# Шаповал Віктор Едуардович
Віктор Едуардович Шаповал — український волейболіст, діагональний, гравець житомирського клубу «Житичі» і збірної України.

## Життєпис
Професійну кар'єру  розпочав у харківській команді ВСК «Юридична академія». 
У сезоні 2018-2019 він грав за «Політехнік-Одеса», з січня 2018 підписує контракт «МХП-Вінниця». 
У сезоні 2019-2020 виступав за турецький клуб «Солхан», після чого повернувся в Україну та приєднався до «МХП-Вінниці». 
Сезон 2021-2022 провів у складі «Решетилівки». 
У сезоні 2022-2023 повернувся в  «Юридичну академію», де продемонстрував високий рівень гри, ставши другим за результативністю гравцем Суперліги з 368 очками. 
У серпні 2023 приєднався до житомирського клубу «Житичі». 
В 2024 отримав дебютний виклик в збірну України. Отримав звання Заслужений майстер спорту України. 

## Досягнення

### Клубні
Україна 
- Чемпіон Вищої ліги України: 2013-2014.

- Бронзовий призер України (5): 2014-2015, 2015-2016, 2018–2019, 2022–2023, 2023–2024.

- Фіналіст Кубка України (1): 2014-2015.

- Фіналісти Суперкубка України (1): 2024-2025.

 Туреччина
- Чемпіон Першої ліги Туреччини: 2019-2020.

### У збірній
- Чемпіон Євроліги (1): 2024.

### Індивідуальні
- Найкращий атакуючий гравець Чемпіонату України 2022–2023.
- Найкращий бомбардир Чемпіонату України 2022–2023.